# Amanirenes
Candaces Amanishakheto (Amanirenes) fou reina de Núbia amb capital a Napata) vers el 40 o 35 al 20 aC.
Casada amb el rei Teriteqas, es va instal·lar amb ell a Napata (els anteriors reis residien a Mèroe). Vers el 25 aC el rei Teriteqas va intentar conquerir la Tebaida i va ocupar Elefantina i Siene però fou rebutjat per Petronius que va conquerir Dakka i Premnis i va entrar a Napata uns mesos després (vers 24 aC).
La reina Amanirenas és una de les Candaces més famoses, pel seu paper al capdavant dels exèrcits cuixites contra els romans en una guerra que va durar tres anys, del 25 aC al 22 aC. Després d'una victòria inicial quan els cuixites van atacar l'Egipte romà, van ser expulsats d'Egipte per Gaius Petronius, i els romans van establir una nova frontera a Hiere Sycaminos (Maharraqa). Amanirenas va ser descrita com a valent i cega d'un ull.
La reina Amanirenes va demanar un tractat de pau que li fou refusat i els romans es van emportar milers d'esclaus i botí. Finalment la reina va apel·lar per la pau a Cèsar August, que li va concedir vers el 20 aC i es va establir la frontera i el regne de Núbia (Mèroe) va quedar lliure de tribut. Premnis i Dakka foren retornats a la reina.
En una data no coneguda, però segurament no gaire allunyada de l'any 20 aC, la va succeir Akinidad.